# Память, говори
«Память, говори» (англ. Speak, Memory; издательства «Голланц», 1951 г., и «Юниверсал Лайбрэри», Нью-Йорк, 1954 г.) — автобиографическая книга (часто называемая романом) Владимира Набокова, вышедшая на английском языке, собрание систематически связанных личных воспоминаний, охватывающее 37 лет (с августа 1903 г. по май 1940 г.). Окончательный вариант издан в 1966 году.
Более ранний авторский русскоязычный вариант книги был издан под названием «Другие берега» в 1954 году («Издательство имени Чехова», Нью-Йорк). В двух произведениях отличаются имена некоторых персонажей. Например, в "Других берегах" кембриджский друг Набокова носит имя Бомстон, в "Память, говори" — Несбит.
В предисловии, написанном в 1966 году, В. В. Набоков указывает, что основой книги послужили очерки, написанные и опубликованные ранее. Например, глава о гувернантке писателя “Mademoiselle O” первоначально была написана на французском языке и опубликована в 1936 году в журнале "Мезюр" ("Mesures"). 

## Переводы
Позже появились переводы на другие языки:
- фр. "Autres Rivages", издательство «Галлимар», 1961
- итал. "Parla, Ricordo", издательство «Мондадори», 1962
- исп. ¡Habla, Memoria!, 1963
- немецкий — издательство «Ровольт», 1964
- китайский — «Shuoba, jiyi», пер. Ян Цзин, издательство «Хуачэн», 1992; пер. Чэнь Дунбяо, издательство «Шидай вэнь-и», 1998; пер. Ляо Юедзюань, издательство «Дакуай» (Тайвань), 2006; пер. Ван Дзясян, издательство «Шанхай Ивэнь», 2009, 2013.

В 1999 году вышел перевод С. Ильина английской биографии "Speak, Memory" на русский язык под названием "Память, говори". 